# Porandra
Porandra D.Y.Hong – rodzaj roślin z rodziny komelinowatych. Obejmuje trzy gatunki występujące w południowych Chinach oraz na Półwyspie Indochińskim.
Nazwa naukowa rodzaju pochodzi od greckich słów πόρος (poros – otwór) oraz άνδρος (andros – pręcik). 

## Morfologia
PokrójWieloletnie, pnące rośliny zielne, osiągające 6 metrów długości.
PędyKłącze nieobecne. Łodygi wydłużone, rozgałęzione, pnące, drewniejące u nasady.
LiścieUlistnienie naprzemianległe. Blaszki liściowe eliptyczno-lancetowate, owłosione odosiowo lub rzadziej nagie (P. ramosa), gęsto owłosione wzdłuż brzegów (P. scandens), albo nagie, niekiedy z linią gęstych włosków blisko brzegów strony doosiowej (P. microphylla).
KwiatyZebrane do kilku w siedzący, główkowaty kwiatostan, wyrastający niemal wierzchołkowo na pędach, przebijając pochwę liściową. Okwiat promienisty. Trzy listki zewnętrznego okółka okwiatu wolne, nachodzące na siebie, czółenkowate; trzy listki wewnętrznego okółka wolne, różowe, zielone lub białe, eliptyczne do podługowatych. Sześć pręcików niemal równej długości, o wełnistych nitkach i podługowatych, kulistawych lub kroplowatych główkach. Pylniki zrośnięte niemal na całej długości, pękające przez wierzchołkowe otworki, fioletowe całkowicie lub na brzegach. Zalążnia trójkomorowa, z dwoma zalążkami w każdej komorze.
OwoceElipsoidalne lub jajowato-kulistawe torebki zawierające w każdej komorze dwa cylindryczne, trójgraniaste, pomarszczone nasiona.
Gatunki podobneRośliny zaliczane do rodzaju Amischotolype, o krótkich pędach i pylnikach pękających przez wzdłużne szczeliny.

## Systematyka
Pozycja systematycznaRodzaj z podplemienia Coleotrypinae w plemieniu Tradescantieae podrodziny Commelinoideae w rodzinie komelinowatych (Commelinaceae).
Wykaz gatunków
- Porandra microphylla Y.Wan
- Porandra ramosa D.Y.Hong
- Porandra scandens D.Y.Hong

## Znaczenie użytkowe
Młode liście Porandra scandens są jadalne po ugotowaniu.